# Parafia Ewangelicko-Augsburska w Pokoju
Parafia Ewangelicko-Augsburska w Pokoju – parafia luterańska parafia w Pokoju, należąca do diecezji katowickiej Kościoła Ewangelicko-Augsburskiego w RP. Została utworzona w 1756. Jej siedziba mieści się przy ulicy 1 Maja 12.

## Historia
Pokój, został założony, jako letnia rezydencja Karola Wirtemberskiego, w 1752-1757 zbudowano murowany zamek, wokół którego założono osadę, do której napływali rzemieślnicy, z których przeważali mieszkańcy wyznania ewangelickiego, należący do parafii w Mąkoszycach. Nabożeństwa w Pokoju odbywały się jedynie w okresie letnim, kiedy książę przebywał w rezydencji. W pozostałych miesiącach ludność udawała się do kościoła w Mąkoszycach. Po włączeniu wsi Miodary do dóbr książęcych, objęła swoją administracją wiernych z Pokoju.
Samodzielna parafia w Pokoju została powołana w 1756. W wyniku starań księżnej Zofii, 19 lipca 1764 król Fryderyk II Wielki wyraził zgodę na budowę ewangelickiego kościoła we wsi. Początkowo zbudowano budynek tymczasowej świątyni, poświęconej 21 kwietnia 1765, przez nadwornego kaznodzieję, Johana Benjamina Regehlyego.
2 maja 1765 rozpoczęła się budowa plebanii, a 15 maja 1765 roku miała miejsce uroczystość poświęcenia kamienia węgielnego pod budowę kościoła, połączona z nabożeństwem w języku polskim i niemieckim. 8 sierpnia 1775 prace zakończono, a kościół został poświęcony. Obok świątyni, założony został cmentarz.
Od 2011 roku stanowisko proboszcza parafii pełni ks. Eneasz Kowalski, sprawujący równocześnie obowiązki administratora parafii w Lubieni. 1 grudnia 2023 objął on również posadę proboszcza w parafii w Wołczynie.

### Liczba wiernych
- 1792 – 645[2]
- 1811 – 1100[2]
- 1816 – 1382[2]
- 1861 – 1411[2]
- 1927 – 1268[2]
- 1975 – 136[2]
- 1985 – 131[2]
- 1995 – 109[2]
- 2017 – 90[3]

### Proboszczowie parafii
- Johann Benjamin Regehly (1765–1809)[2]
- Carl Benjamin Fichtner (1809–1857)[2]
- Herrmann Immanuel Reissmann (1858–1860)[2]
- Carl Gustav Gneist (1861–1879)[2]
- Robert Suchner (1879–1924)[2]
- Artur Opale (1924–1945)[2]
- Cramer (1945–1946)[2]
- Hugon Pudell (1946–1976)[2]
- Józef Schlender (1977–2011)[2]
- Eneasz Kowalski (2011–nadal)[2][4][5]

## Współczesność
Nabożeństwa odbywają się w kościele im. Księżnej Zofii w każdą niedzielę i święta.
Organizowane są herbatki parafialne i spotkania rodzinne (m.in. w 2019 r. w domu parafialnym odbył się wykład dla parafian i mieszkańców Pokoju poświęcony dziejom protestantyzmu w powiecie namysłowskim). Prowadzone są szkółki niedzielne i lekcje religii dla dzieci, a w kościele odbywają się koncerty. Parafia bierze również udział w ogólnokościelnych akcjach charytatywnych.

## Galeria

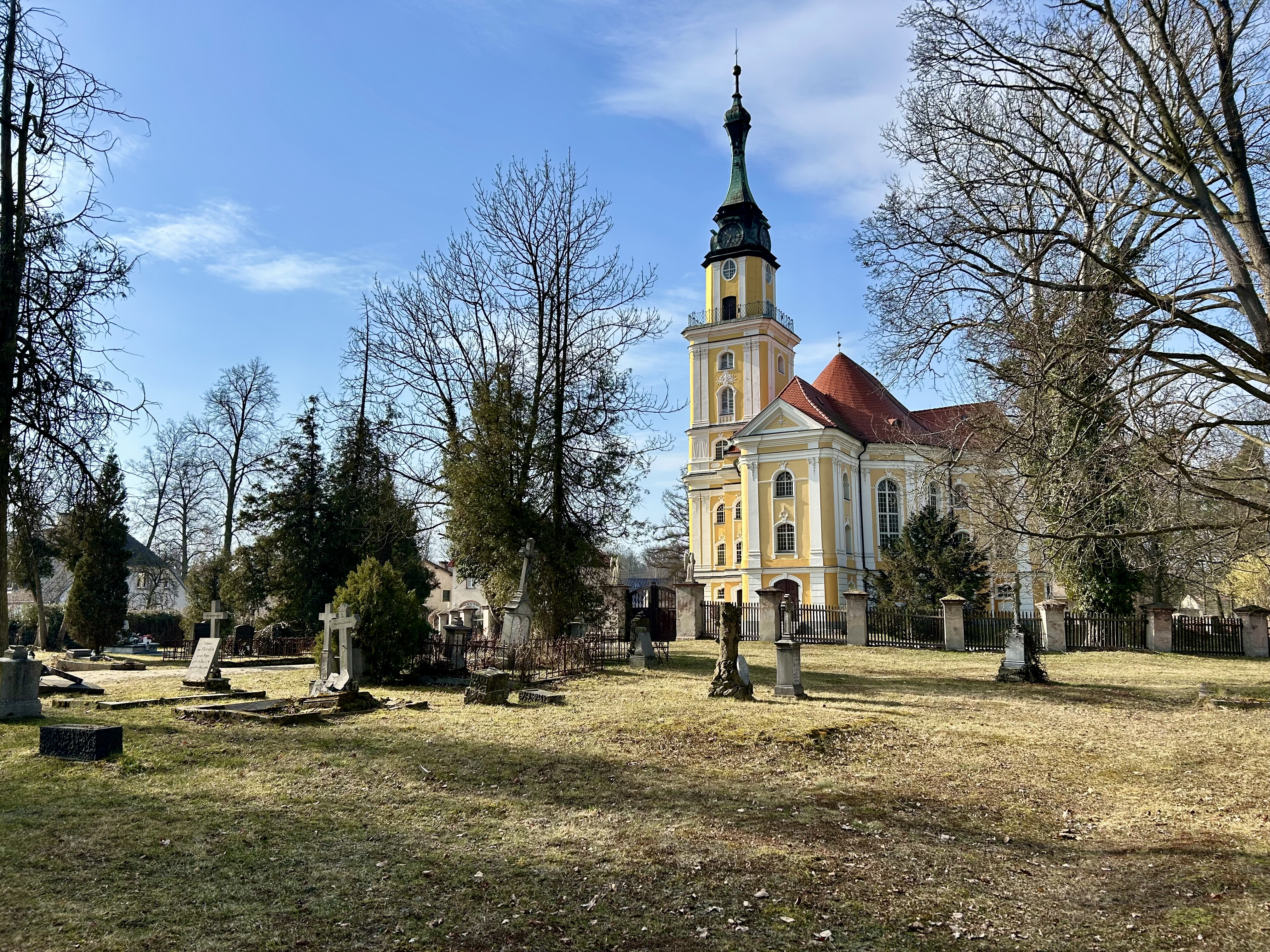
Ewangelicko-augsburski kościół Zofii i cmentarz protestancki w Pokoju